# Доминиканские сёстры Благовещения

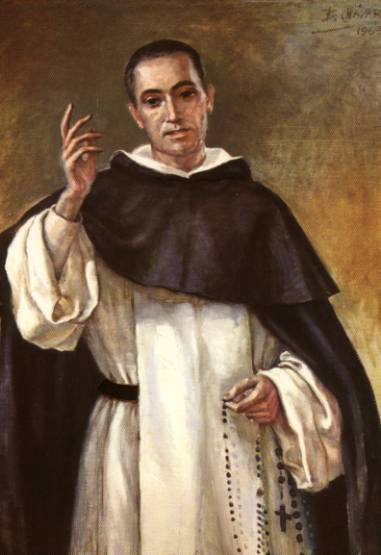
Франсиско Коль Гитарт (1812-1875), основатель общины, почитаемый как святой в Католической церкви.

Доминиканские сёстры Благовещения (лат. Congregatio Incarnationis Dominicae Sororum Tertii Ordinis S. Dominici) образуют женское религиозное собрание папского права. Община была основана в Вике  (Каталония) 15 августа 1856 года доминиканским религиозным деятелем Франсиско Коль Гитарт.

## Присутствие в мире
Сегодня конгрегация присутствует на:
- Европа: Франция, Испания, Италия
- Америка: Аргентина, Бразилия, Чили, Коста-Рика, Гватемала, Мексика, Никарагуа, Парагвай, Перу, Сальвадор, Уругвай[2]
- Африка: Бенин, Камерун, Кот-д'Ивуар, Руанда[2]
- Азия: Филиппины[3], Вьетнам